# 12月4日
12月4日是公历一年中的第338天（闰年第339天），离全年结束还有27天。

## 大事记

### 19世紀以前
- 1370年：法蘭西王國在蓬瓦蘭戰役中的兩場獨立衝突擊敗英軍，並在次年收復大量領土。
- 1639年：英國天文學家傑雷米亞·霍羅克斯首次成功預測及觀察到金星凌日現象。
- 1791年：历史上最早的周日报觀察家報创刊。

### 19世紀
- 1829年：印度教中要求丈夫逝世的妇女自焚的习俗娑提遭到英属印度所禁止。
- 1861年：傑佛遜·戴維斯当选为美利堅聯盟國總統。
- 1865年：北卡罗来纳州通过宪法第十三条修正案，废除州内的奴隶制。
- 1872年：船員失蹤的美國前桅橫帆雙桅船瑪麗·賽勒斯特號被發現在直布羅陀海峽持續航行。
- 1881年：洛杉矶时报创刊。

### 20世紀
- 1906年：中国同盟会策动江西萍乡、湖南浏阳与醴陵同时起事，萍浏醴起义爆发。
- 1909年：加拿大第一屆業餘橄欖球格雷杯冠军赛在安大略首府多倫多舉辦。
- 1918年：伍德罗·威尔逊踏上前往凡尔赛条约谈判会议，成为首位于任期中前往西欧的美国总统。
- 1931年：中国作家巴金完成小说《家》。
- 1939年：中国抗日战争：日军占领昆仑关。
- 1945年：美国参议院批准美国加入联合国。
- 1954年：首家汉堡王于佛罗里达州迈阿密开张。
- 1958年：达荷美（现贝宁）宣布成为法兰西共同体的自治共和国。
- 1959年：中华人民共和国最高人民法院执行第一次中华人民共和国特赦令，释放包括溥仪在内的33人。
- 1965年：美国发射。
- 1965年：美國東方航空853號班機與環球航空42號班機在紐約州普特南郡空中相撞（英语：1965 Carmel mid-air collision），東方航空班機上4人罹難。
- 1965年：摇滚乐队感恩至死于聖荷西开展更名后的首场演唱会。
- 1970年：教宗保祿六世短暫訪問香港，在政府大球場（今香港大球場）舉行彌撒。
- 1971年：1971年印巴戰爭：印度海軍在喀拉蚩對巴基斯坦海軍發動了一次成功的攻擊，擊沉了三艘軍艦，沒有印度人傷亡。
- 1975年：苏里南加入联合国。
- 1976年：中非共和國總統讓-巴都·卜卡薩自立為皇帝，並更改國號為中非帝國。
- 1977年：马来西亚航空653号班机被劫持并最终坠毁，造成100人死亡。
- 1978年：因旧金山的市长乔治·莫斯科尼被刺杀，由时任市监事会议的议长的黛安·范士丹继任，成为旧金山首任女市长。
- 1980年：在鼓手约翰·博纳姆因為醉酒逝世後，英國搖滾樂樂團齊柏林飛船正式宣告解散。
- 1982年：第五屆全國人民代表大會第五次會議通過新中國第四部憲法。
- 1982年：《义勇军进行曲》被恢复为中华人民共和国国歌。
- 1991年：受到洛克比空難的影響，使得曾是美國主要航空公司的泛美航空宣布破產倒閉。
- 1992年：根据联合国安理会的决议，美国总统老布什派遣一支美国军队前往发生内战的索马里作人道主义援助。
- 1998年：国际空间站的第二个部分团结号节点舱发射升空。
- 1999年：比利时王室当时的王储菲利普殿下与玛蒂尔德成婚。

### 21世紀
- 2004年：颱風南瑪都侵襲臺灣，為臺灣氣象史第一個十二月侵臺的颱風。
- 2005年：香港有數以萬計市民上街遊行爭取香港政府特首及立法會普選。
- 2006年：六名黑人青少年在美國路易斯安那州耶拿襲擊了一名白人學生；隨後的法庭案件成為美國種族不公的先鋒。
- 2017年：意大利共和國在成立70年後，正式將《意大利人之歌》制定為國歌。
- 2021年：印度尼西亞爪哇島東南部的塞梅魯火山猛烈噴發，造成至少34人死亡和160多人受傷。
- 2024年：韓國國會投票以190票同意、無人反對通過取消戒嚴令。
- 2024年：著有《窗外》、《還珠格格》等作品的臺灣愛情小說作家瓊瑤於家中自殺，終年86歲。

## 出生

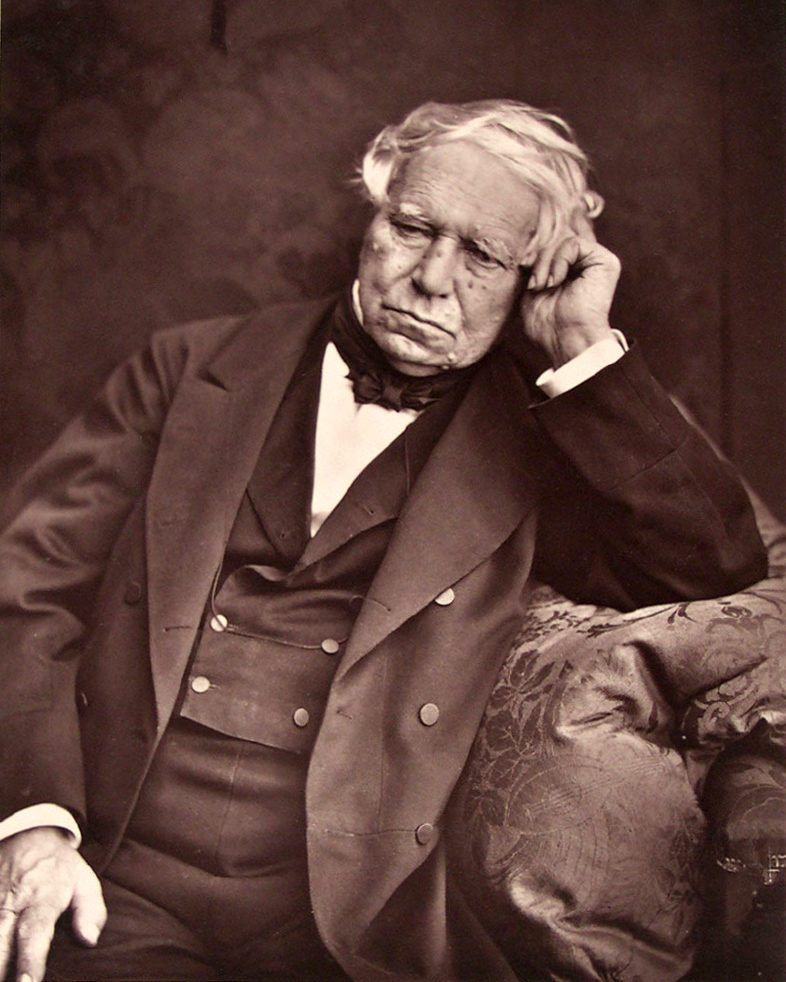
朱尔·阿曼德·杜弗尔

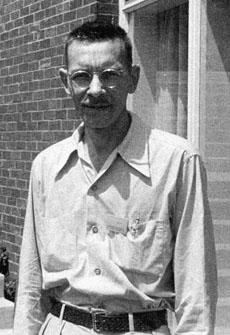
阿弗雷德·赫希

- 1580年：鍋島勝茂，日本安土桃山時代武將、江戶時代外樣大名，佐賀藩藩主（1657年逝世）
- 1660年：安德烈·坎普拉，法國作曲家、指揮家（1744年逝世）
- 1667年：米歇爾·蒙特克萊爾，法國作曲家、音樂理論家、音樂教師（1737年逝世）
- 1711年：葡萄牙的芭芭拉，西班牙王后（1758年逝世）
- 1735年：約瑟夫斯·尼古勞斯·勞倫蒂，奧地利博物學家、動物學家、醫生（1805年逝世）
- 1795年：托馬斯·卡萊爾，蘇格蘭評論家、諷刺作家、歷史學家（1881年逝世）
- 1798年：朱爾·杜弗爾，法國政治人物，前任法國總理（1881年逝世）
- 1875年：莱纳·玛利亚·里尔克，德語詩人（1926年逝世）
- 1875年：安尼斯·福布斯·布萊卡德，蘇格蘭醫學家、醫生（1964年逝世）
- 1878年：米哈伊爾·亞历山德羅維奇，俄羅斯帝國大公（1918年逝世）
- 1881年：埃爾溫·維茨萊本，德國元帥、二戰指揮官，參與刺殺希特勒密謀案（1944年逝世）
- 1892年：刘伯承，中国军事家、中國人民解放軍元帥（1986年逝世）
- 1892年：弗朗西斯科·佛朗哥，西班牙法西斯主義獨裁者（1975年逝世）
- 1894年：宋子文，中国政治家（1971年逝世）
- 1895年：冯友兰，中國哲學家（1990年逝世）
- 1905年：奧米利奧·梅迪西，巴西軍事、政治人物，第28任巴西總統（1985年逝世）
- 1908年：阿弗雷德·赫希，美國細菌學家、遺傳學家（1997年逝世）
- 1910年：亞历克士·諾斯，美國作曲家，第一個以爵士樂為電影配樂的人，代表作《慾望號街車》（1991年逝世）
- 1910年：拉馬斯瓦米·文卡塔拉曼，印度政治人物、經濟學家，第8任印度總統（2009年逝世）
- 1913年：麥克·洛遜，美國電影剪接師、導演、監製（1978年逝世）
- 1915年：艾迪·海伍德，美國爵士樂鋼琴家（1989年逝世）
- 1917年：丹麥的安妮王妃，丹麥王室成員（1980年逝世）
- 1918年：龔秋霞，中國女演員、歌手（2004年逝世）
- 1919年：因德爾·庫馬爾·古吉拉爾，印度政治人物，第12任印度總理（2012年逝世）
- 1925年：里諾·萊斯德利，義大利登山家（2009年逝世）
- 1926年：沈世傑，台灣魚類學家（2025年逝世）
- 1930年：赤祖父俊一，日裔美國地球物理學家
- 1931年：湛保庶，香港衛生福利司、醫院管理局秘書長（2013年逝世）
- 1932年：盧泰愚，韓國政治人物，第13任韓國總統（2021年逝世）
- 1933年：鄭愁予，臺灣現代詩人（2025年逝世）
- 1935年：保羅·奧尼爾，第72任美國財政部部長（2020年逝世）
- 1946年：井上瑤，日本女性聲優（2003年逝世）
- 1949年：傑夫·布里吉，美國演員兼音樂家
- 1951年：張菲，台灣歌手、綜藝節目主持人
- 1951年：海因里希十三世，德國貴族羅伊斯家族成員
- 1954年：，美國男演員、製片人（2024年逝世）
- 1955年：瀧田洋二郎，日本電影導演
- 1956年：彼德·諾米格，美國計算機科學家
- 1956年：穆罕默德·烏爾德·加祖瓦尼，茅利塔尼亞政治人物，現任茅利塔尼亞總統
- 1957年：李·史密斯，美國職業棒球運動員
- 1957年：埃里克·雷蒙，美國程式設計師，開放原始碼運動主要領導者之一，最知名且具爭議的駭客
- 1959年：保罗·麦格拉斯，愛爾蘭足球員
- 1960年：王义夫，中国射击运动员
- 1961年：茶風林，日本男性聲優
- 1963年：，烏克蘭男子撐竿跳運動員
- 1964年：瑪麗莎·托梅，美國演員
- 1969年：Jay-Z，美國嘻哈音樂藝術家、企業家
- 1970年：金姬貞，韓國女演員
- 1971年：梁赫群，台灣媒體工作者
- 1972年：宮村優子，日本女性聲優
- 1973年：田村淳，日本搞笑藝人、主持人、歌手
- 1973年：，美國超級名模、節目主持人
- 1974年：井口資仁，日本職棒球員
- 1976年：陸明君，台灣演員
- 1978年：傑克琳·維克托，馬來西亞歌手
- 1982年：董荷斌，荷蘭籍華裔賽車手
- 1982年：蘭頓·唐納文，美國職業足球運動員
- 1983年：趙希洛，香港演員
- 1984年：張順源，馬來西亞藝人
- 1984年：岸孝之，日本職業棒球運動員
- 1985年：吳忠明，台灣歌手
- 1985年：曾根菜津子，日本藝人、大胃選手、歌手、美食評論家
- 1986年：馬泰爾·韋博斯特，美國職業籃球運動員
- 1987年：德莉·海明威，美國名模
- 1987年：木下優樹菜，日本模特兒、女歌手、演員
- 1987年：荒川美穗，日本女性聲優
- 1988年：馬力歐·慕瑞，泰國模特兒、歌手、演員
- 1989年：盧頌之，香港女模特
- 1989年：劉念溢，香港足球運動員
- 1989年：三宅貴大，日本男性聲優
- 1990年：楊又穎，台灣女藝人（2015年逝世）
- 1991年：海莉·阿賽諾，美國助理醫師、業餘太空人
- 1992年：关雪婷，中國花式溜冰選手
- 1992年：金碩珍，韓國男子偶像團體防彈少年團成員
- 1992年：喬·馬斯葛洛夫，美國職業棒球運動員
- 1996年：迪奧戈·若塔，葡萄牙職業足球運動員（2025年逝世）
- 1997年：卡納吾·翟彼帕塔納朋，泰國男演員、模特兒
- 1998年：曼努埃爾·隆巴爾多，義大利男子柔道運動員
- 1999年：谷毛唯嘉，臺灣男子籃球運動員
- 1999年：康美娜，韓國女子偶像團體I.O.I、gugudan成員
- 1999年：金度延，韓國女子偶像團體I.O.I、Weki Meki成員
- 2000年：趙珂，中國饒舌歌手
- 2001年：李真率，韓國女子偶像團體APRIL成員
- 2003年：金道荣，韓國男子偶像團體TREASURE成員
- 2003年：明宰鉉，韓國男子偶像團體BOYNEXTDOOR成員
- 2004年：盛李豪，中國男子射擊運動員
- 2004年：崔峴瑀，韓國男子偶像團體xikers成員
- 生年不詳：宮下早紀，日本女性聲優

## 逝世

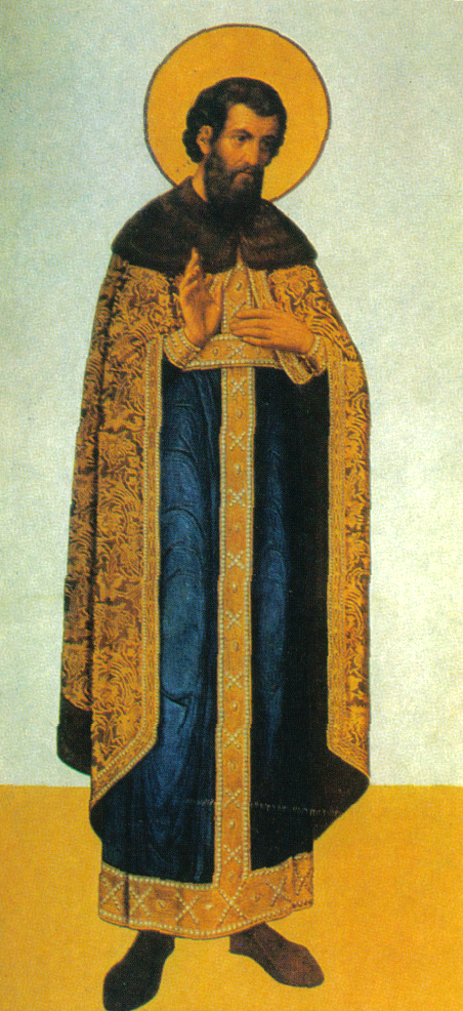
瓦西里三世·伊万诺维奇

- 前530年：居鲁士二世，波斯帝国首任君主（前576年出生）
- 771年：卡洛曼一世，法兰克王国国王（751年出生）
- 811年：青年查理，神圣罗马帝国皇帝（771年出生）
- 1334年：教宗若望二十二世，羅馬主教（約1249年出生）
- 1533年：瓦西里三世，莫斯科大公（1479年出生）
- 1615年：片倉景綱，日本戰國時代武將（1557年出生）
- 1642年：黎塞留，法國樞密院首席大臣、樞機主教（1585年出生）
- 1696年：明正天皇，日本第109代天皇（1624年出生）
- 1848年：約瑟夫·莫爾，奧地利天主教神父、作家，《平安夜》作詞者（1792年出生）
- 1902年：查爾斯·道，美國記者、道瓊公司和華爾街日報創建者（1851年出生）
- 1912年：阿奇博·格雷西四世，美國作家、軍官、業餘歷史學家、房地產投資者，鐵達尼號生還者（1858年出生）
- 1923年：莫里斯·巴雷斯，法國小說家、散文家（1862年出生）
- 1924年：西普里亞諾·卡斯楚，委內瑞拉政治人物，前任委內瑞拉總統（1858年出生）
- 1935年：夏爾·羅貝爾·里歇，法国病理学家、细菌学家，1913年诺贝尔医学奖得主（1850年出生）
- 1936年：赛金花，清末名妓（1872年出生）
- 1938年：玉錦三右衛門，日本相撲力士，第32代橫綱（1903年出生）
- 1939年：吴佩孚，中華民國北洋军阀（1874年出生）
- 1942年：中島敦，日本小說家（1909年出生）
- 1944年：羅傑·布瑞斯納罕，美國職業棒球運動員（1879年出生）
- 1945年：托马斯·摩尔根，生物学家（1866年出生）
- 1950年：华彦钧，中国民间音乐家，人称“瞎子阿炳”（1893年出生）
- 1952年：胡樂甫，英國殖民地官員，曾任香港警察司（1875年出生）
- 1952年：卡伦·霍妮，德國心理学家（1885年出生）
- 1956年：室積徂春，日本俳人（1886年出生）
- 1971年：賈乃錫，英國陸軍將領（1888年出生）
- 1975年：汉娜·阿伦特，德国政治理论家（1906年出生）
- 1976年：本傑明·布里頓，英國作曲家、指揮家、鋼琴演奏家（1913年出生）
- 1980年：斯坦尼斯瓦娃·瓦拉謝維奇，美國女子田徑運動員（1911年出生）
- 1988年：戴麟趾，第24任香港總督（1915年出生）
- 1990年：田島直人，日本男子田徑運動員（1912年出生）
- 1991年：伯特·T·康布斯，美國法官，前肯塔基州州長及美國聯邦第六巡迴上訴法院法官（1911年出生）
- 1992年：甘重斗，中国政治人物（1915年出生）
- 1994年：荻村伊智朗，国际乒联主席（1932年出生）
- 1994年：汉斯·米勒，德国医生（1915年出生）
- 2003年：钱仲联，中国文学研究家（1908年出生）
- 2004年：梁恩佐，美籍華人物理學家（1934年出生）
- 2011年：苏格拉底·奥利维拉，巴西足球运动员（1954年出生）
- 2012年：貝斯·庫珀，美國超級人瑞（1896年出生）
- 2014年：張冰玉，台灣女演員[1]（1926年出生）
- 2017年：，葉門政治家，首任葉門總統（1947年出生）
- 2019年：陈星弼，中国微电子学家（1931年出生）
- 2022年：尼克·波利泰尼，美國網球教練（1931年出生）
- 2024年：貝爾吉塔公主，瑞典公主（1937年出生）
- 2024年：瓊瑤，臺灣言情小說家（1938年出生）

## 节假日和习俗
- 中国：法制宣传日、國家憲法日
- 印度：海軍節（英语：Navy Day (India)）
- 義大利：海軍節
- 泰國：环境保护节
- ：喬治·圖普一世纪念日
- 美国：国家饼干节
- 中華民國：閱讀節